# Tony Brown (Künstler)
Tony Brown (* 28. Juli 1952 in Peterborough, England) ist ein britisch-kanadischer Bildhauer und Installationskünstler.

## Leben und Wirken
Tony Brown studierte von 1971 bis 1975 Kunst an der University of Manitoba, von 1975 bis 1976 an der NSCAD University und von 1977 bis 1978 an der Concordia University. Tony Brown war Hochschullehrer an der Universität Ottawa und an der École nationale supérieure des beaux-arts de Paris in Paris. Er arbeitet vorwiegend in Asien an großen Projekten.
Ein wichtiges Thema von Brown ist die künstlerische Erforschung der Auswirkungen der Technik auf den Alltag.

## Ausstellungen (Auswahl)

### Einzelausstellungen
- 1988 Two machines for feeling & Through the motions between the stars De Vleeshal, Middelburg
- 1996 Tony Brown Downtime Formerly known as Witte de With, Rotterdam
- 1998 Tony Brown - Downtime Württembergischer Kunstverein Stuttgart[5]

### Gruppenausstellungen
- 1986 Space invaders Musée d´art contemporain de Montréal, Montreal, QC
- 1992 documenta IX, Kassel
- 1995 3. Biennale d’art contemporain de Lyon, Lyon
- 2000 Kennen wir uns? Kunsthalle Nürnberg, Nürnberg
- 2002 Taipei Bienniale Städtisches Kunstmuseum Taipeh, Taipeh